# Baidu
Baidu, Inc. (chineză: 百度, NASDAQ: BIDU), este o companie chinezească de servicii de internet cu sediul în districtul Haidian, Beijing. Printre serviciile oferite se numără motorul de căutare cu același nume, enciclopedia Baidu Baike (百度百科) și altele.